# San Gerónimo de Guayabal (Bezirk)
Der Bezirk (Municipio) San Gerónimo de Guayabal ist einer von 15 Bezirken des Bundesstaats Guárico im Zentrum Venezuela. Die Hauptstadt ist Guayabal. Der Bezirk liegt im Süden Guáricos.